# Бом де Транси
Бом де Транси (фр. Baume-de-Transit) насеље је и општина у источној Француској у региону Рона-Алпи, у департману Дром која припада префектури Нион.
По подацима из 2011. године у општини је живело 841 становника, а густина насељености је износила 69,79 становника/km². Општина се простире на површини од 12,05 km². Налази се на средњој надморској висини од 118 метара (максималној 169 m, а минималној 97 m).

## Демографија
| 1962. | 1968. | 1975. | 1982. | 1990. | 1999. | 2011. |
| ----- | ----- | ----- | ----- | ----- | ----- | ----- |
| 340   | 358   | 405   | 513   | 614   | 742   | 841   |

График промене броја становника у току последњих година